# Guy Allen
Guy Raymond Joseph Allen (né le 11 octobre 1947 à Schumacher, dans la province de l'Ontario au Canada) est un joueur canadien de hockey sur glace. Il évoluait au poste de défenseur.

## Carrière de joueur
Lors du repêchage amateur de la LNH, il est choisi en 12e position par les Canadiens de Montréal. 17 jours plus tard, le nouveau directeur général des Canadiens Sam Pollock l'échange aux Bruins de Boston en retour de Ken Dryden.
De la saison 1963-1964 à la saison 1966-1967, il joue pour l'équipe des Flyers de Niagara Falls qui évoluent dans l'Association de Hockey de l'Ontario et avec lesquels il remporte la coupe Mémorial en 1965.
Au cours de la saison 1966-1967, il est échangé deux fois : d'abord aux Marlboros de Toronto, puis aux Nationals de London avec lesquels il dispute la saison suivante.
Pour la saison 1968-1969, il signe son premier contrat professionnel avec les Blazers d'Oklahoma City. Avec ces derniers, il termine en tête de saison régulière de la  Ligue de Hockey Centrale, pour être ensuite éliminé au premier tour des séries éliminatoires.
La saison suivante, 1969-1970, il fait ses débuts en Ligue internationale de hockey, sous les couleurs des Gems de Dayton. Malheureusement pour lui, il est échangé aux Blades de Toledo avant les séries éliminatoires et voit ses anciens équipiers finir champions.
Lors de la saison 1970-1971, après avoir commencé à jouer en LIH avec les Hornets de Toledo, nouveau nom des Blades, il est échangé aux Blazers de Syracuse dans un nouveau championnat : l'Eastern Hockey League.
1971-1972 marque la dernière saison de sa carrière professionnelle. Il évolue alors pour les Golden Seals de Columbus en LIH.

## Statistiques
| Saison    | Équipe                   | Ligue |    | Saison régulière | Saison régulière | Saison régulière | Saison régulière | Saison régulière |   | Séries éliminatoires | Séries éliminatoires | Séries éliminatoires | Séries éliminatoires | Séries éliminatoires |
| Saison    | Équipe                   | Ligue | PJ | B                | A                | Pts              | Pun              | PJ               | B | A                    | Pts                  | Pun                  |                      |                      |
| 1963-1964 | Flyers de Niagara Falls  | AHO   | 7  | 0                | 0                | 0                | 0                | -                | - | -                    | -                    | -                    |                      |                      |
| 1964-1965 | Flyers de Niagara Falls  | AHO   | 13 | 0                | 1                | 1                | 0                | -                | - | -                    | -                    | -                    |                      |                      |
| 1965-1966 | Flyers de Niagara Falls  | AHO   | 46 | 1                | 13               | 14               | 89               | -                | - | -                    | -                    | -                    |                      |                      |
| 1966-1967 | Flyers de Niagara Falls  | AHO   | 16 | 0                | 4                | 4                | 32               | -                | - | -                    | -                    | -                    |                      |                      |
| 1966-1967 | Marlboros de Toronto     | AHO   | 12 | 0                | 3                | 3                | 25               | -                | - | -                    | -                    | -                    |                      |                      |
| 1966-1967 | Nationals de London      | AHO   | 13 | 0                | 2                | 2                | 63               | -                | - | -                    | -                    | -                    |                      |                      |
| 1967-1968 | Nationals de London      | AHO   | 54 | 7                | 37               | 44               | 219              | -                | - | -                    | -                    | -                    |                      |                      |
| 1968-1969 | Blazers d'Oklahoma City  | LCH   | 54 | 5                | 10               | 15               | 81               | 9                | 0 | 0                    | 0                    | 7                    |                      |                      |
| 1969-1970 | Gems de Dayton           | LIH   | 68 | 14               | 13               | 27               | 94               | -                | - | -                    | -                    | -                    |                      |                      |
| 1969-1970 | Blades de Toledo         | LIH   | -  | -                | -                | -                | -                | 3                | 0 | 0                    | 0                    | 6                    |                      |                      |
| 1970-1971 | Hornets de Toledo        | LIH   | 4  | 0                | 1                | 1                | 10               | -                | - | -                    | -                    | -                    |                      |                      |
| 1970-1971 | Blazers de Syracuse      | EHL   | 60 | 6                | 31               | 37               | 94               | 6                | 1 | 5                    | 6                    | 6                    |                      |                      |
| 1971-1972 | Golden Seals de Columbus | LIH   | 29 | 3                | 10               | 13               | 18               | -                | - | -                    | -                    | -                    |                      |                      |

## Récompenses
- Vainqueur du trophée Hamilton Spectator (meilleure équipe de la saison régulière de l'OHA), du trophée George T. Richardson (équipe championne de l'Est Canadien) et de la Coupe Mémorial (trophée remis à la meilleure équipe junior canadienne) de 1965, avec les Flyers de Niagara Falls.
- Remporte la saison régulière de la LCH de 1968-1969 avec les Blazers d'Oklahoma City.

## Transactions
- Les droits sont échangés par les Canadiens de Montréal avec Paul Reid aux Bruins de Boston en retour de Ken Dryden et Alex Campbell le 28 juin 1964.
- Échangé par les Flyers de Niagara Falls aux Marlboros de Toronto le 15 décembre 1966.
- Échangé par les Marlboros de Toronto aux Nationals de London le 18 janvier 1967.
- Échangé par les Gems de Dayton aux Blades de Toledo en retour de Richard Balon en février 1970.
- Droits vendus par les Hornets de Toledo aux Blazers de Syracuse pendant la saison 1970-1971[2].